# Tošin bunar (železniční zastávka)
Tošin bunar (cyrilicí Тошин бунар) je železniční zastávka, která se nachází na trati Bělehrad–Subotica, resp. na trati Bělehrad–Šid v severní části Srbska, na západním okraji Bělehradu. Ve směru na Subotici za ní následuje stanice Zemun, ve směru na Bělehrad pak stanice Novi Beograd.
V současné době slouží především pro příměstskou železniční dopravu (Beovoz a BG VOZ). Svůj název má podle bývalé vesnice Tošin Bunar (Tošinova studna), která byla v době rozvoje sídliště Nový Bělehrad připojena do srbské metropole. Nádraží je průjezdné, má dvě koleje. Západním směrem pokračuje trať z nádraží tunelem. V blízkosti zastávky se nachází autobusové nádraží.